# Michel Le Clerc
Michel Le Clerc (* 1622 in Albi; † 8. Dezember 1691 in Paris) war ein französischer Bühnenautor, Übersetzer und Mitglied der Académie française.

## Leben und Werk
Michel Le Clerc besuchte das 1623 in Albi eröffnete Jesuitenkolleg und lernte dort das Jesuitentheater kennen. Er studierte Rechtswissenschaft. 1645 ging er zusammen mit seinem Freund Claude Boyer nach Paris und wurde Anwalt am Parlement. Mit Hilfe von Jean Chapelain wurde er 1662 in die Académie française aufgenommen (Sitz Nr. 40).
Le Clerc trat mit einigen Bühnenwerken sowie mit Gelegenheitsdichtung hervor. Die mit Jacques de Coras (1625–1677) verfasste Iphigénie konnte sich 1674/1675 gegen die gleichzeitige Aufführung der Iphigénie von Jean Racine nicht behaupten. Als Le Clercs bedeutendste Leistung gilt die Vers-Übersetzung von Torquato Tassos Versepos La Gerusalemme liberata.

## Werke

### Bühnenwerke
- La Virginie romaine. Tragédie. Paris 1645, 1649. Digitalisat
- (mit Jacques de Coras): Iphigénie. Tragédie. Paris 1676. Digitalisat
- Orontée. Tragédie en musique, ornée d’entrées de ballet. Paris 1688. Digitalisat

### Dichtung (Auswahl)
- Paraphrase du XX. pseaume de David. Domine in virtute tua laetabitur Rex. Accomodé a la personne et aux conquestes du roy. Paris 1672.
- Le Temple de l'immortalité. Ode à Mgr le Dauphin. Paris 1673.

### Übersetzung
- Torquato Tasso: La Hiérusalem délivrée, poëme héroïque... traduit en vers français. Paris 1667.